# بوروفسک
شهر بوروفسک (به روسی: Боровск) در کشور روسیه و در اوبلاست کالوگا واقع شده‌است.